# 文史通義
『文史通義』（ぶんしつうぎ）は、清朝時代に章学誠によって書かれた中国の歴史理論書である。本書は、内篇5巻と外篇3巻からなり、歴史、文学、哲学、政治など幅広いトピックを扱っている。1832年に刊行された。

## 概要
『文史通義』は、唐代中期に劉知幾によって書かれた『史通』と並んで、中国史学の2大著作の一つとされている。『史通』に鄭樵の『通志』を合わせて「史学三書」とも呼称される。
六經皆史（六経は全て史書である）という命題が重要なテーマであり、著者の章学誠は、六経が古代の実際の政治社会の発展を記録したものであると考えていた。
本書は、古代中国史の学問的基盤を築き、通史編修の必要性を提唱している。また、本書は方志の整理に関する主張を提唱しており、地域の歴史の変遷を記録するために、各州県に志科を設置することを提案している。
本書は、漢書・藝文志を校正するために書かれた。

## 日本語訳
内篇については、京都大学人文科学研究所の『文史通義』研究班による訳が存在する。
- 『文史通義』研究班, 古勝隆一, 福谷彬, 陳佑眞, 内山直樹, 道坂昭廣, 竹元規人, 渡邉大, 土口史記, 廖明飛「『文史通義』内篇一譯注」『東方學報』第91巻、京都大學人文科學研究所、2016年12月、149-236頁、CRID 1390009224844832640、doi:10.14989/224886、hdl:2433/224886、ISSN 0304-2448。
- 『文史通義』研究班, 古勝隆一, 岩井茂樹, 永田知之, 白石將人, 山口智弘, 重田みち, 田訪, 藤井律之, 宇佐美文理「『文史通義』內篇二譯注(1)」『東方學報』第92巻、京都大學人文科學研究所、2017年12月、253-311頁、CRID 1390572174798187520、doi:10.14989/231153、hdl:2433/231153、ISSN 0304-2448。
- 『文史通義』研究班, 古勝隆一, 内山直樹, 竹元規人「『文史通義』內篇二譯注(2)」『東方學報』第93巻、京都大學人文科學研究所、2018年12月、67-119頁、CRID 1390572174800533632、doi:10.14989/241061、hdl:2433/241061、ISSN 0304-2448。
- 『文史通義』研究班, 古勝隆一, 小島明子, 渡邉大, 陳佑眞, 白須裕之, 福谷彬, 趙ウニル, 重田みち, 藤井律之, 山口智弘, 道坂昭廣, 内山直樹, 臧魯寧, 王孫涵之, 宇佐美文理, 永田知之「『文史通義』内篇三譯注」『東方學報』第95巻、京都大學人文科學研究所、2020年12月、227-374頁、CRID 1390572174719319168、doi:10.14989/261842、hdl:2433/261842、ISSN 0304-2448。
- ｢淸代～近代における經學の斷絕と連續」研究班, 竹元規人, 古勝隆一, 福谷彬, 陳佑眞, 白須裕之, 渡邉大, 藤井律之, 重田みち, 山口智弘, 臧魯寧, 内山直樹, 小島明子, 成田健太郞, 道坂昭廣, 永田知之, 王歡, 王孫涵之「『文史通義』內篇四譯注」『東方學報』第96巻、京都大學人文科學研究所、2021年12月、117-269頁、CRID 1390854717816158976、doi:10.14989/269164、hdl:2433/269164、ISSN 0304-2448。
- ｢淸代～近代における經學の斷絕と連續」研究班, 竹元規人, 古勝隆一, 渡邉大, 内山直樹, 藤井律之, 田尻健太, 重田みち, 永田知之, 福谷彬, 新田元規, 山口智弘「『文史通義』內篇五譯注」『東方學報』第97巻、京都大學人文科學研究所、2022年12月、235-373頁、CRID 1390577431259710976、doi:10.14989/281936、hdl:2433/281936、ISSN 0304-2448。